# Giuseppe Peano
Giuseppe Peano (27 d'agost, 1858 – 20 d'abril, 1932) va ser un matemàtic i filòsof italià, conegut per les seves contribucions a la teoria de conjunts. Peano va publicar més de dos-cents llibres i articles, la majoria en matemàtiques. La major part de la seva vida la va dedicar a ensenyar a Torí.

## Dades Personals
Va néixer a una granja prop del poble de Spinetta, al Piemont. Va entrar a la propera Universitat de Torí el 1876. Es va graduar el 1880 amb honors i va començar la seva carrera acadèmica.
El 27 de juliol de 1887 es va casar amb Carola Crosio. Va morir d'un atac de cor el 20 d'abril de 1932 a Torí.

## Carrera

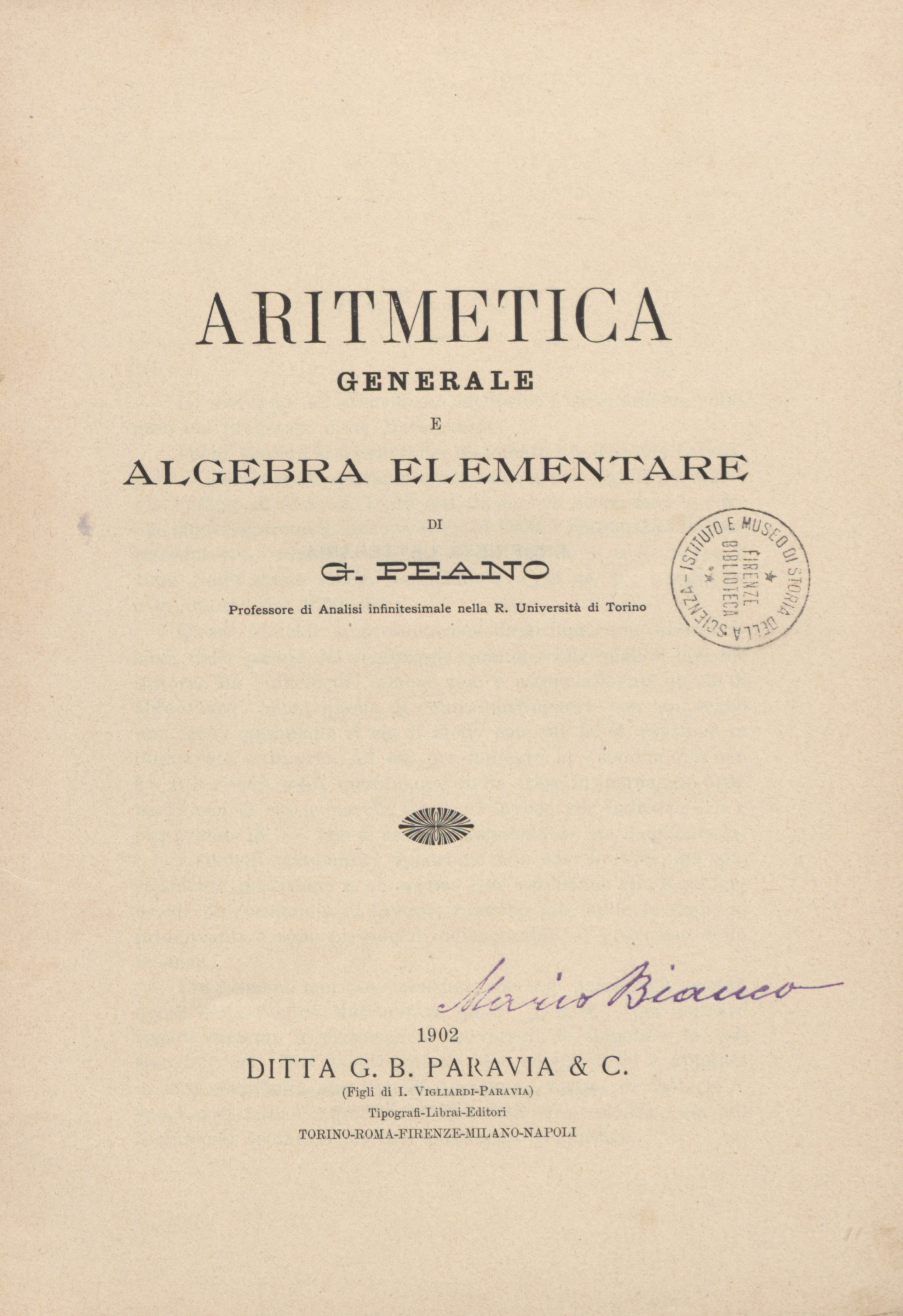
Aritmetica generale e algebra elementare, 1902

Va començar la seva carrera com a assistent a la Universitat de Torí en 1880. Primer va ser ajudant de Enrico D'Ovidio i després de Angelo Genocchi, el cap de càtedra en càlcul infinitesimal. Per la fràgil salut de Genocchi, Peano va fer els cursos de càlcul infinitesimal als dos anys d'estar a la Universitat.
El seu primer treball important, un llibre de text sobre càlcul, va ser atribuït a Genocchi i publicat en 1884. Tres anys després, Peano va publicar el seu primer llibre sobre lògica matemàtica. Aquest llibre va ser el primer a emprar els símbols moderns per a la unió i intersecció de conjunts.
A 1886 va començar a impartir classes al mateix temps a l'Acadèmia Militar Reial, i va ser ascendit a professor de primera classe l'any 1889. A l'any següent, la Universitat de Torí també li va atorgar un lloc de professor titular.
La famosa corba que omple l'espai o corba de Peano va aparèixer en 1890 com un contraexemple que es va emprar per mostrar que una corba contínua no pot ser tancada a una regió arbitràriament petita. Aquest va ser un dels primers exemples del que avui es coneix com a fractal.
A l'any següent va començar el Projecte Formulari. Devia ser una Enciclopèdia de Matemàtiques, contenint totes les fórmules conegudes i els teoremes de la ciència matemàtica emprant una notació estàndard inventada per ell mateix.
L'any 1897, es va celebrar el Congrés Internacional de Matemàtics a Zúric. Peano va ser un participant clau i va presentar un article clau sobre lògica matemàtica. En aquell moment va començar a estar més ocupat en el Formulario en lloc dels seus altres treballs. En 1898 va presentar una nota a l'Acadèmia sobre sistema binari i la seva capacitat per a ser emprat per respresentar els sons de les llengües. Es va frustrar tant amb les demores en les publicacions (per la seva demanda de què les fórmules fossin impreses a una sola línia), que es va comprar una impremta.
París va ser seu de la Segona Conferència Internacional de Matemàtiques el 1900. La conferència va ser precedida per la primera Conferència Internacional de Filosofia, on Peano va ser membre del comitè de direcció. Va presentar un article on va postular la qüestió de definicions formades correctament en matemàtiques, és a dir "Com es defineix una definició?". Aquest va passar un dels interessos filosòfics de Peano per a la resta de la seva vida. A la conferència va conèixer a Bertrand Russell y li va entregar una còpia del Formulario. Russell va quedar tan impressionat amb els innovadors símbols lògics que va deixar la conferència i va tornar a casa seva per estudiar el text de Peano.
Els deixebles de Peano varen presentar articles (emprant els ensenyaments de Peano) a les conferències matemàtiques, encara que Peano no va presentar cap. Es va dictar una resolució per la formació d'un "idioma internacional auxiliar" que faria més fàcil la difusió de noves idees matemàtiques (i comercials), Peano va donar suport ple a aquesta idea.
Cap a 1901 estava al cim de la seva carrera matemàtica. Va fer avanços en les àrees d'anàlisi, fonaments i lògica, va fer moltes contribucions en l'ensenyament del càlcul i va contribuir en els camps d'equacions diferencials i anàlisi vectorial.
Va tenir un paper central en l'axiomatització de les matemàtiques i va ser pioner en el desenvolupament de la lògica matemàtica. Peano estava en aquests moments molt involucrat en el projecte Formulario i lse seves càtedres varen començar a sofrir. De fet, estava tan determinat a ensenyar els seus nous símbols matemàtics que no posava especial atenció al càlcul en els seus. Com a resultat, va ser acomiadat de l'Acadèmia Militar Reial, però va retenir el seu lloc a la Universitat de Torí.
El 1903 va anunciar el seu treball en un idioma auxiliar internacional anomenat Latino sine flexione ("Llatí sense inflexions," després anomenat Interlingua). Aquest va ser un projecte important per a ell (juntament amb la trobada de col·laboradors per al Formulario). La idea era emprar un vocabulari llatí, donat que era àmpliament conegut, però simplificar la gramàtica tant como fos possible i eliminar totes les irregularitats i les fòrmes anòmales per fer-ho més fàcil d'aprendre. En un discurs brillant, va començar parlant en llatí i, a mesura que descrivia cada simplificació les introduïa al discurs, de manera que al final estava parlant en aquest nou idioma.
1908 va ser un gran any per a Peano. La darrera, la cinquena edició del projecte Formulario, 
titulat Formulario Mathematico, fou publicat. Contenia 4200 fórmules i teoremes, tots 
completament enunciats i la majoria demostrats. El llibre va rebre poca atenció perquè molt del seu contingut era vell en aquell moment. Els comentaris i exemples estaven escrits en Latino sine flexione, cosa que va disminuir l'interès de la majoria de matemàtics; encara que, roman com una contribució significativa a la literatura matemàtica.
També el 1908 va prendre possessió de la càtedra d'anàlisi superior a Torí (aquest càrrec només va durar dos anys). Va ser elegit director de l'Acadèmia pro Interlingua. Havent creat prèviament l'Idioma Neutral, l'Acadèmia va elegir abandonar-lo per prendre el Latino sine flexione de Peano.
Després que la seva mare morís el 1910, Peano va dividir el seu temps entre ensenyament, treballant en textos orientats a l'escola secundària (incloent-hi un diccionari de matemàtiques) i desenvolupant i promovent idiomes artificials d'ell i d'altres, arribant a ser un membre reverenciat del moviment internacional d'idiomes auxiliars. Va utilitzar el fet de ser membre de l'Accademia dei Lincei per presentar articles escrits per amics i col·legues que no eren membres (l'Accademia registrava i publicava tots els articles presentats durant les sessions).
L'any 1925 va canviar informalment de càtedra de Càlcul Infinitessimal a Matemàtiques 
Complementàries, un campo que se ajustava més al seu estil de matemàtiques. Aquesta mudança es va oficialitzar el 1931. Va continuar ensenyant a la Universitat de Torí fins un dia abans de la seva mort, el 20 d'abril de 1932, quan va sofrir un atac cardíac.
En morir va ser enterrat de forma molt humil al Cementiri Monumemtal de Torí. El 1963, les seves despulles van ser traslladades al panteó familiar del cementiri de Spinetta (Cuneo)
"Ell [Peano] va ser un home a qui vaig admirar molt des del moment que el vaig conèixer per primera vegada a 1900 al Congrés de Filosofia, a la que ell dominava per l'exactitud de la seva ment." — Bertrand Russell, 1932

## Dates i distincions
- 1881: publicació del seu primer article,
- 1884: publicació de Calcolo Differenziale e Principii di Calcolo Integrale,
- 1887: publicació de Applicazioni Geometriche del Calcolo Infinitesimale,
- 1889: nomenat professor de primera classe a l'Acadèmia Militar Reial,
- 1890: professor extraordinari de Càlcul Infinitessimal a la Universitat de Torí,
- 1891: entra com a membre a l'Acadèmia de Ciència de Torí,
- 1893: publicació de Lezioni di Analisi Infinitesimale (2 volums),
- 1895: promogut a professor ordinari de la Universitat de Torí,
- 1901:  cavaller de l'orde de Sant Maurici i Sant Llàtzer,
- 1903: anunci de Latino sine flexione,
- 1905:  cavaller de l'orde de la Corona d'Itàlia, elegit com a membre corresponent de la Accademia dei Lincei a Roma, el major honor per a un científic italià,
- 1908: publicació de Formulario Mathematico (cinquena i darrera edició del projecte Formulario),
- 1917:  oficial de l'orde de la Corona d'Itàlia,
- 1921:  Commendador de l'orde de la Corona d'Itàlia.